# Muse Software
Muse Software – amerykańskie przedsiębiorstwo zajmujące się produkcją i wydawnictwem gier komputerowych oraz oprogramowania, działające w latach 1978–1987. Jego założycielami byli Edward Zaron i Silas Warner. Muse Software dostarczało oprogramowania początkowo na komputery Apple II, następnie również na Commodore 64, Atari 800 i IBM PC. Najsłynniejszym dziełem przedsiębiorstwa jest dwuwymiarowa skradanka Castle Wolfenstein.

## Wydane gry
- 1981:
Castle Wolfenstein
RobotWar
ABM
- 1982:
Firebug
Frazzle
- 1983:
Advanced Blackjack
Rescue Squad
Titan Empire
- 1984:
Beyond Castle Wolfenstein
Space Taxi